# Étrelles-et-la-Montbleuse
Étrelles-et-la-Montbleuse è un comune francese di 83 abitanti situato nel dipartimento dell'Alta Saona nella regione della Borgogna-Franca Contea.

## Società

### Evoluzione demografica
Abitanti censiti